# SN 2001aw
SN 2001aw – supernowa odkryta 20 marca 2001 roku w galaktyce A155532-0010. W momencie odkrycia miała maksymalną jasność 19,50m.